# Dieterskirchen
Dieterskirchen är en kommun och ort i Landkreis Schwandorf i Regierungsbezirk Oberpfalz i förbundslandet Bayern i Tyskland.
Kommunen ingår i kommunalförbundet Neunburg vorm Wald tillsammans med köpingarna Neukirchen-Balbini och Schwarzhofen samt kommunen Thanstein.